# Lola Álvarez Bravo
Lola Álvarez Bravo (3. srpna 1907, Lagos de Moreno, Jalisco, Mexiko – 31. července 1993, Ciudad de México, Mexiko) byla mexická fotografka. Patřila mezi významné osoby mexické porevoluční renesance (vedle Tiny Modotti, Fridy Kahlo, Diega Rivery a svého manžela Manuela Álvareze Bravo).

## Životopis
Narodila se jako Dolores Martínez de Anda bohatým rodičům v Lagos de Moreno v Jaliscu v Mexiku. Dětství a mládí strávila v Ciudad de México. Matka zemřela v Loliných dvou letech, otec zemřel na infarkt o pět let později. V roce 1925 se provdala za Manuela Álvareze Bravo, kterému v roce 1927 porodila syna Manuela. V roce 1934 se manželé rozvedli.

## Kariéra
Fotografovat ji naučil manžel Manuel. Ve třicátých letech pracovala jako učitelka výtvarné výchovy na základní škole a brzy poté v oddělení výuky katalogových fotografů. V polovině 30. let pracovala jako vedoucí fotografka pro El Maestro Rural. Ve 40. letech fotografovala pro svou přítelkyni, malířku Fridu Kahlo. V roce 1951 otevřela uměleckou galerii a byla první, kdo vystavoval práci Fridy Kahlo v Ciudad de México. V hlavní městě také vyučovala fotografování na Academii v San Carlos. Její tvorba byla inspirována fotografy jako Edward Weston nebo Tina Modotti. Padesát let fotografovala různé žánry, tvořila dokumentární snímky života v ulicích měst a mexických vesnic a portrétovala představitele různých zemí. Také experimentovala s fotomontáží.
Fotografovat přestala v 79 letech, kdy oslepla.
Celý archiv práce Loly Álvarez Bravo se nachází v Centru pro kreativní fotografie (CCP) na Arizonské univerzitě v Tucsonu.

## Výstavy (výběr)
- 1992 – Lola Alvarez Bravo: Fotografias Selectas 1934–1985, Centro Cultural / Arte Contemporaño, Ciudad de México, retrospektivní výstava
- 1996 – Lola Alvarez Bravo: In Her Own Light, The Americas Society Art Gallery, New York, retrospektivní výstava
- 2005 – Frida Kahlo: Portrait of an Icon, Národní portrétní galerie, Londýn
- 2006 – Frida Kahlo y Diego Rivera, Centro Cultural Borges, Buenos Aires
- 2008 – Lola Alvarez Bravo (1903–1993), Portland Museum of Art, Portland
- 2010 – The Original Copy: Photography of Sculpture, 1839 to Today, Muzeum moderního umění, New York
- 2010 – Angels of Anarchy. Woman Artists and Surrealism, Manchester Art Gallery, Manchester
- 2013 – Lola Alvarez Bravo: Rethinking the Archive, Center for Creative Photography, University of Arizona, Tucson